# Георги Стоянов (Крушево)
Вижте пояснителната страница за други личности с името Георги Стоянов.
Георги Стоянов е български революционер, крушевски войвода на Вътрешната македоно-одринска революционна организация.

## Биография
Георги Стоянов е роден в град Крушево, тогава в Османската империя. Присъединява се към ВМОРО и през Илинденско-Преображенското въстание защитава с 40 души Крушевската република в битката при прохода Слива. Там загива в сражение с турски аскер на 30 август 1903 година.
Брат му Насте Стоянов също участва във въстанието с отряда на Коста Христов Попето.